# Gerenia kongtumensis
Gerenia kongtumensis is een rechtvleugelig insect uit de familie veldsprinkhanen (Acrididae). De wetenschappelijke naam van deze soort is voor het eerst geldig gepubliceerd in 1990 door Mishchenko & Storozhenko.